# Aaron Volpatti
Aaron Volpatti (né le 30 mai 1985 à Revelstoke en Colombie-Britannique au Canada) est un joueur professionnel canadien de hockey sur glace. Il évoluait au poste d'attaquant.

## Biographie
Aaron Volpatti a joué trois saisons en tant que junior A avec les Vipers de Vernon de la Ligue de hockey de la Colombie-Britannique. Il rejoint en 2006 l'équipe de hockey des Bears de Brown qui évolue dans le championnat de la NCAA. Après quatre saisons avec l'équipe et non repêché dans la Ligue nationale de hockey, il signe en mars 2010 son premier contrat professionnel avec les Canucks de Vancouver et rejoint le Moose du Manitoba, club-école des Canucks dans la Ligue américaine de hockey. Il fait ses débuts avec les Canucks lors de la saison 2010-2011. En 2011-2012, il se fait une place dans l'équipe des Canucks mais ne joue que 23 matchs en raison d'une blessure à l'épaule subie lors d'un match contre les Kings de Los Angeles. La saison suivante, il est réclamé en février 2013 au ballotage par les Capitals de Washington.

## Statistiques
| Saison     | Équipe                 | Ligue      |     | Saison régulière | Saison régulière | Saison régulière | Saison régulière | Saison régulière |   | Séries éliminatoires | Séries éliminatoires | Séries éliminatoires | Séries éliminatoires | Séries éliminatoires |
| Saison     | Équipe                 | Ligue      | PJ  | B                | A                | Pts              | Pun              | PJ               | B | A                    | Pts                  | Pun                  |                      |                      |
| 2003-2004  | Vipers de Vernon       | LHCB       | 55  | 1                | 4                | 5                | 134              | 5                | 1 | 0                    | 1                    | 5                    |                      |                      |
| 2004-2005  | Vipers de Vernon       | LHCB       | 57  | 6                | 12               | 18               | 106              | 12               | 2 | 1                    | 3                    | 36                   |                      |                      |
| 2005-2006  | Vipers de Vernon       | LHCB       | 25  | 6                | 8                | 14               | 39               | 8                | 2 | 1                    | 3                    | 25                   |                      |                      |
| 2006-2007  | Bears de Brown         | NCAA       | 23  | 5                | 2                | 7                | 39               | -                | - | -                    | -                    | -                    |                      |                      |
| 2007-2008  | Bears de Brown         | NCAA       | 31  | 4                | 6                | 10               | 28               | -                | - | -                    | -                    | -                    |                      |                      |
| 2008-2009  | Bears de Brown         | NCAA       | 32  | 6                | 7                | 13               | 54               | -                | - | -                    | -                    | -                    |                      |                      |
| 2009-2010  | Bears de Brown         | NCAA       | 37  | 17               | 15               | 32               | 115              | -                | - | -                    | -                    | -                    |                      |                      |
| 2009-2010  | Moose du Manitoba      | LAH        | 8   | 1                | 1                | 2                | 17               | 5                | 1 | 0                    | 1                    | 21                   |                      |                      |
| 2010-2011  | Moose du Manitoba      | LAH        | 53  | 2                | 9                | 11               | 74               | 12               | 1 | 2                    | 3                    | 36                   |                      |                      |
| 2010-2011  | Canucks de Vancouver   | LNH        | 15  | 1                | 1                | 2                | 16               | -                | - | -                    | -                    | -                    |                      |                      |
| 2011-2012  | Canucks de Vancouver   | LNH        | 23  | 1                | 0                | 1                | 37               | -                | - | -                    | -                    | -                    |                      |                      |
| 2012-2013  | Canucks de Vancouver   | LNH        | 16  | 1                | 0                | 1                | 28               | -                | - | -                    | -                    | -                    |                      |                      |
| 2012-2013  | Capitals de Washington | LNH        | 17  | 0                | 1                | 1                | 7                | -                | - | -                    | -                    | -                    |                      |                      |
| 2013-2014  | Capitals de Washington | LNH        | 41  | 2                | 0                | 2                | 49               | -                | - | -                    | -                    | -                    |                      |                      |
| 2014-2015  | Bears de Hershey       | LAH        | 5   | 0                | 0                | 0                | 8                | -                | - | -                    | -                    | -                    |                      |                      |
| 2014-2015  | Capitals de Washington | LNH        | 2   | 0                | 0                | 0                | 0                | -                | - | -                    | -                    | -                    |                      |                      |
| Totaux LNH | Totaux LNH             | Totaux LNH | 112 | 5                | 2                | 7                | 137              | -                | - | -                    | -                    | -                    |                      |                      |

## Trophées et honneurs personnels
- 2009-2010 : nommé dans la troisième équipe d'étoiles de l'ECAC.